# قواعد العشق الأربعون (كتاب)
قواعد العشق الأربعون هي رواية للكاتبة التركية ألف شفق نشرت عقب روايتها لقيطة إسطنبول، في هذه الرواية تسرد الكاتبة حكايتين متوازيتين، إحداها في الزمن المعاصر والأخرى في القرن الثالث العشر، عندما واجه الرومي مرشده الروحي، الدرويش المتنقل المعروف باسم «شمس التبريزي» وكيف أنهما معاً جسّدا رسالة شعر الحب الخالدة.
صدرت رواية The Forty Rules of Love أي (قواعد العشق الأربعون) في الولايات المتحدة الأمريكية في شباط 2010 كما صدرت في المملكة المتحدة عن دار النشر بينغوين في حزيران 2010. وقد بيعت من الكتاب 550,000 فأصبح بذلك الكتاب الأكثر مبيعًا في تركيا.
كاتبة الرواية هي ألف شفق (بالتركية Elif Şafak) هي روائية تركية تكتب باللغتين التركية والإنجليزية، وقد ترجمت أعمالها إلى ما يزيد على ثلاثين لغة.

## نبذة عن الرواية
إيلا روبنشتاين هي إمراة أربعينية غير سعيدة في زواجها، تحصل على عمل كناقدة في وكالة أدبية، ذلك عندما تكون أول مهمة عمل لها ان تنقد وتكتب تقرير عن كتاب يدعى «تجذيف عذب» وهي رواية كاتبها رجل يدعى «عزيز زاهارا». تفتن إيلا بقصة بحث شمس عن الرومي ودور الدرويش في تحويل رجل الدين الناجح ولكن تعيس إلى صوفي ملتزم، شاعر عاطفي، وداعية للحب. وتؤخذ أيضاً بدروس أو قواعد شمس، التي تقدم نظرة ثاقبة للفلسفة القديمة التي قامت على توحيد الناس والاديان، ووجود الحب في داخل كل شخص منا. من خلال قراءتها لهذا الكتاب تدرك أن قصة الرومي تعكس قصتها وأن زاهارا كما فعل شمس في الرواية، جاء ليريها طريق الحرية.
تجد في الرواية لوحات متعددة لشخصيات من زمنين مختلفين الأول من خلال شخصية إيلا وعائلتها الذين يعيشون في ولاية ماساشوستس في الزمن الحاضر والعام 2008 تحديداً، والثاني في القرن الثالث عشر ميلادي حيث يلتقي الشمس التبريزي بتوأمه الروحي مولانا جلال الدين الرومي.
يبدأ الكتاب بكلمة لشمس التبريزي يقول فيها: “عندما كنت طفلاً، رأيت الله، رأيت الملائكة، رأيت أسرار العالمين العلوي والسفلي، ظننت أن جميع الرجال رأوا ما رأيته. لكني سرعان ما أدركت أنهم لم يروا”.
وتؤكد المؤلفة: بأشكال عدة، لا يختلف القرن الحادي والعشرون كثيراً عن القرن الثالث عشر. وسيدون في التاريخ أن هذين القرنين كانا عصر صراعات دينية إلى حد لم يسبق له مثيل، وعصر ساد فيه سوء التفاهم الثقافي، والشعور العام بعدم الأمان والخوف من الآخر. وفي أوقات كهذه تكون الحاجة إلى الحب أشد من أي وقت مضى.
ولما كان العشق جوهر الحياة وهدفها السامي، كما يذكرنا الرومي، فإنه يقرع أبواب الجميع، بمن فيهم الذين يتحاشون الحب.
تدور الرواية في خطين زمنيين متوازيين. الخط الزمنى الأول يمثل الأحداث التي تمر بها “إيلا”، وهي سيدة أمريكية على مشارف الأربعين تعيش حياتها الرتيبة العادية مع أبنائها وزوجها “ديفيد” طبيب الأسنان الناجح.
أما الخط الزمني الثاني فيقع في القرن الثالث عشر، ويحكي قصة اللقاء العجيب بين الفقيه “جلال الدين الرومى” والصوفى “شمس الدين التبريزى”، وما تلا ذلك من أحداث عاصفة انتهت بمقتل التبريزى وتحول الرومي إلى أهم شاعر صوفي في تاريخ الإسلام.
ثم يتقاطع الزمانان، الحالى والماضى، فأحوال “شمس التبريزي” قد غيرت حياة “إيلا” إلى الأبد، فتحولت من مجرد امرأة عادية راكدة إلى عاشقة مجنونة تضحى بكل شيء في سبيل الحب.
رحلة شمس التبريزي
”ما لم نتعلّم كيف نحبّ خلق الله، فلن تستطيع أن نحبّ حقاً ولن نعرف الله حقاً”.
الرواية تحكي رحلة شمس التبريزي التي تمتد من سمرقند وبغداد، إلى قونية التركية، مروراً بدمشق، ليلقى حتفه في قونية، على يد قاتل مأجور بعد أن يكمل رسالته التي خلق من أجلها، وهي البحث عن الله ومعرفته.
طلب من الله أن يساعده لأن ينقل حكمته التي جمعها من تنقلاته وطوافه في أرجاء العالم إلى الشخص المناسب، فطلب منه ملاكه الحارس أن يذهب إلى بغداد يلتقي برفيقه.
يقول: “حياتك حافلة، مليئة، كاملة، أو هكذا يخيل إليك، حتى يظهر فيها شخص يجعلك تدرك ما كنت تفتقده طوال هذا الوقت. مثل مرآة تعكس الغائب لا الحاضر، تريك الفراغ في روحك، الفراغ الذي كنت تقاوم رؤيته.”
يلتقي الصوفي المتبحر شمس الدين التبريزي ورجل الدين وريث المجد جلال الدين الرومى، 1244 في مدينة قونية من بلاد الأناضول، حيث يظهر الأستاذ عندما يكون التلميذ مستعدا، كى يبث في روحه الذي يحتاجه من رؤية جديدة للأشياء، ومن تفسير مختلف للحكايات.
تتحرك الرواية عبر ثلاث روايات مرة واحدة وفي زمنين مختلفين تفصلهما ثمانية قرون تقريبا. تحكي عن شمس الدين التبريزي مؤسس “قواعد العشق الأربعون” الذي استطاع أن يغير شخصية صوفية فذة كجلال الدين الرومي ليصبح شاعراً.
فمولانا جلال الدين الرومي الفقيه الخطيب المفوه الذي استحوذ على مشاعر الناس في القرن الثالث عشر، قرن الصراعات الدينية والطائفية، تحول بفعل هذا الصوفي إلى داعية عشق لا نظير له فخرج من قفطانه الديني الثقيل إلى لباسه العادي وهو يدعو إلى وحدة الأديان وتفضيل العشق الإلهي على غيره من متع الحياة.
في عام 1244 ميلادي، إلتقى الرومي بشمس الدرويش الجوال وقد غير لقاؤهما هذا حياة كل منهما. وبعد لقاء الرومي بهذا الرفيق الاستثنائي، تحول من رجل دين عادي إلى شاعر يجيش بالعاطفة، وصوفي ملتزم، وداعية إلى الحب، فابتدع رقصة الدراويش، وتحرر من جميع القيود والقواعد التقليدية.
يقول شمس عن صاحبه: الرومي على حق، فهو ليس من الشرق ولا من الغرب، إنه ينتمي إلى مملكة الحب. إنه ينتمي إلى المحبوب.
وفي عصر سادته روح التعصب والنزاعات الدينية، دعا شمس إلى روحانية عالمية شامة، مشرعاً أبوابه أمام جميع البشر من مختلف المشارب والخلفيات. وبدلاً من أن يدعو إلى الجهاد الخارجي، الذي يعرف “بالحرب على الكفار”، الذي دعا إليه الكثيرون في ذلك الزمان، تماماً كما يجري في يومنا هذا دعا الرومي إلى الجهاد الداخلي، وتمث هدفه في جهاد “الأنا” وجهاد “النفس” وقهرها في نهاية الأمر.
لكن أفكاره لم تلق ترحيباً من جميع الناس، ولم يفتحوا جميعهم قلوبهم للمحبة، وأصبحت الرابطة الروحية القوية بين شمس التبريزي والرومي نهباً للشائعات والافتراءات والهجمات. وأسئ فهمهما، وأصبحا موضع حسد، وذم، وحط الناس من قدرهما، وخانهما أقرب المقربين إليهما. وبعد مضي ثلاث سنوات على لقائهما انفصلا على نحو مأساوي، بقتل التبريزي.
لكن الروائية تؤكد: في واقع الحال، لم تكن هناك نهاية. فبعد مضي زهاء ثمانمائة سنة، لا تزال روح شمس وروح الرومي تنبضان بالحياة حتى يومنا هذا، تدوران في وسطنا في مكان ما..

## ايلا والعشق المجنون
رواية أخرى تظهر، لتتغير حياة صاحبتها للأبد، وهي رواية الخبيرة الأربعينية اليهودية إيلا التي تعاني من ملل حياتها العائلية وثباتها وروتينها، لكنها حينما تقرأ - كخبيرة - رواية “الكفر الحلو” لمؤلفها زاهارا وهي رواية شمس التبريزي وجلال الرومي وقواعد العشق الأربعون تنقلب حياتها فجأة فتتحول من بركة هادئة إلى بحر متلاطم وتبدأ بمراجعة حياتها الأسرية والزوجية على نحو فيه من الإثارة ما يجعل هذه الشخصية تماثل شخصية الرومي في تأثير التبريزي عليه.
فتهجر كل شيء وتلتحق بمؤلف الرواية، بعد أن تعرفت عليه عبر الإيميل ووجدت صفاء هذا المؤلف ونقائه وتشبهه بسلفه التبريزي الإشكالي المثير للعواصف أينما حل وارتحل.
مؤلف رواية “الكفر الحلو” زاهارا الذي أسلم وأصبح “عزيز”، يعلق قلادة في صدره عليها شمس لتذكره بشمس التبريزي، ينذره الأطباء بالموت نظراً لمرضه بسرطان الجلد.
تكتشف ايلا معه أن التبريزي لم يمت منذ 800 سنة، إنما شخصيته الجدلية تتكرر في العصور كلها وها هو زاهارا الهولندي الذي اعتنق الإسلام يتشبه بالتبريزي بحكمته وفلسفته.
ولعل الرومي مثال الأمثلة في عصره حينما تزوج امرأة مسيحية ولم يتزوج غيرها، فيما إيلا اليهودية تعشق مؤلفا مسيحيا تحول إلى الإسلام أخيرا وقضى بمرض غير متوقع ودفن في قونيا إلى جوار قبر الرومي.

## القواعد
قواعد العشق الأربعون:
1. إن الطريقة التي نرى فيها الله ما هي إلا انعكاس للطريقة التي نرى فيها أنفسنا، فإذا لم يكن الله يجلب إلى عقولنا سوى الخوف والملامة فهذا يعني أن قدرًا كبيرًا من الخوف والملامة يتدفق في نفوسنا، أما إذا رأينا الله مفعمًا بالمحبة والرحمة فإننا نكون كذلك.
2. إن الطريق إلى الحقيقة يمر من القلب لا من الرأس، فاجعل قلبك لا عقلك دليلك الرئيسي. واجه، تحد وتغلب في نهاية المطاف على النفس بقلبك. إن معرفتك بنفسك ستقودك إلى معرفة الله.
3. إن كل قارئ للقرآن الكريم يفهمه بمستوى مختلف بحسب عمق فهمه. وهناك أربعة مستويات من البصيرة: يتمثل المستوى الأول في المعنى الخارجي وهو المعنى الذي يقتنع به معظم الناس، ثم يأتي المستوى الباطني. وفي المستوى الثالث يأتي باطن الباطن، أما المستوى الرابع فهو العمق ولا يمكن الإعراب عنه بالكلمات، لذلك يتعذر وصفه.
4. يمكنك أن تدرس الله من خلال كل شيء وكل شخص في هذا الكون، لأن وجود الله لا ينحصر في المسجد أو في الكنيسة أو في الكنيس. إذا كنت لا تزال تريد أن تعرف أين يقع عرشه بالتحديد، يوجد مكان واحد فقط تستطيع أن تبحث فيه عنه، وهو قلب عاشق حقيقي. فلم يعش أحد بعد رؤيته ولم يمت أحد بعد رؤيته، فمن يجده يبقى معه إلى الأبد.
5. يتكوّن الفكر والحب من مواد مختلفة. الفكر يربط البشر في عقد، لكن الحب يذيب جميع العقد، إن الفكر حذر دوما وهو يقول ناصحًا: “احذر الكثير من النشوة” بينما يقول الحب: “لا تكترث! أقدم على هذه المجازفة”. وفي حين أن الفكر لا يمكن أن يتلاشى بسهولة، فإن الحب يتهدم بسهولة ويصبح ركامًا من تلقاء نفسه، لكن الكنوز تتوارى بين الأنقاض والقلب الكسير يخبئ كنوزًا.
6. تنبع معظم مشاكل العالم من أخطاء لغوية ومن سوء فهم بسيط. لا تأخذ الكلمات بمعناها الظاهري مطلقًا. وعندما تلج دائرة الحب، تكون اللغة التي نعرفها قد عفى عليها الزمن، فالشيء الذي لا يمكن التعبير عنه بكلمات، لا يمكن إدراكه إلا بالصمت.
7. الوحدة والخلوة شيئان مختلفان، فعندما تكون وحيدًا، من السهل أن تخدع نفسك ويخيل إليك أنك تسير على الطريق القويم. أما الخلوة فهي أفضل لنا، لأنها تعني أن تكون وحدك من دون أن تشعر بأنك وحيد. لكن في نهاية الأمر، من الأفضل لك أن تبحث عن شخص، شخص يكون بمثابة مرآة لك، تذكر أنك لا تستطيع أن ترى نفسك حقًا، إلا في قلب شخص آخر، وبوجود الله في داخلك.
8. مهما حدث في حياتك ومهما بدت الأشياء مزعجة فلا تدخل ربوع اليأس. وحتى لو ظلت جميع الأبواب موصدة، فإن الله سيفتح دربًا جديدًا لك. أحمد ربك! من السهل عليك ان تحمد الله عندما يكون كل شيء على ما يرام. فالصوفي لا يحمد الله على ما منحه إياه فحسب، بل يحمده أيضا على كل ما حرمه منه.
9. لا يعني الصبر أن تتحمل المصاعب سلبًا بل يعني أن تكون بعيد النظر بحيث تثق بالنتيجة النهائية التي ستتمخض عن أية عملية. ماذا يعني الصبر؟ إنه يعني أن تنظر إلى الشوكة وترى الوردة، أن تنظر إلى الليل وترى الفجر، أما نفاد الصبر فيعني أن تكون قصير النظر ولا تتمكن من رؤية النتيجة. إن عشاق الله لا ينفد صبرهم مطلقا لأنهم يعرفون أنه لكي يصبح الهلال بدرًا فهو يحتاج إلى وقت.
10. لا يوجد فرق كبير بين الشرق والغرب، والجنوب والشمال. فمهما كانت وجهتك، يجب أن تجعل الرحلة التي تقوم بها رحلة في داخلك، فإذا سافرت في داخلك، فسيكون بإمكانك اجتياز العالم الشاسع وما وراءه.
11. عندما تجد القابلة أن الحُبلى لا تتألم أثناء المخاض فإنها تعرف أن الطريق ليس سالكًا بعد لوليدها، فلن تضع وليدها إذا. ولكي تولد نفس جديدة، يجب أن يكون ألم. وكما يحتاج الصلصال إلى حرارة عالية ليشتد، كذلك الحب لا يكتمل إلا بالألم.
12. إن السعي وراء الحب يغيرنا، فما من أحد يسعى وراء الحب إلا وينضج أثناء رحلته، فما أن تبدأ رحلة البحث عن الحب، حتى تبدأ تتغير من الداخل والخارج.
13. يوجد معلمون وأساتذة مزيفون في هذا العالم أكثر عددًا من النجوم في الكون المرئي. فلا تخلط بين الأشخاص الأنانيين الذين يعملون بدافع السلطة وبين المعلمين الحقيقيين. فالمعلم الروحي الصادق لا يوجه انتباهك إليه ولا يتوقع طاعة مطلقة أو إعجابًا تامًا منك، بل يساعدك على أن تقدر نفسك الداخلية وتحترمها. إن المعلمين الحقيقيين شفافون كالبلور، يعبر نور الله من خلالهم. لا تحاول أن تقاوم التغييرات التي تعترض سبيلك، بل دع الحياة تعيش فيك. ولا تقلق إذا قلبت حياتك رأسًا على عقب. فكيف يمكنك أن تعرف ان الجانب الذي اعتدت عليه أفضل من الجانب الذي سيأتي؟
14. إن الله منهمك في إكمال صنعك، من الخارج ومن الداخل. إنه منهمك بك تمامًا. فكل إنسان هو عمل متواصل يتحرك ببطء لكن بثبات نحو الكمال. فكل واحد منا هو عبارة عن عمل فني غير مكتمل يسعى جاهدا للاكتمال. إن الله يتعامل مع كل واحد منا على حدة لأن البشرية لوحة جميلة رسمها خطاط ماهر تتساوى فيها جميع النقاط من حيث الأهمية لإكمال الصورة. من السهل أن تحب إلها يتصف بالكمال، والنقاء، والعصمة. لكن الأصعب من ذلك أن تحب إخوانك البشر بكل نقائصهم وعيوبهم. تذكر أن المرء لا يعرف إلا ما هو قادر على أن يحب. فلا حكمة من دون حب. وما لم نتعلم كيف نحب خلق الله، فلن نستطيع أن نحب حقًا ولن نعرف الله حقًا.
15. إن القذارة الحقيقية تقبع في الداخل، أما القذارة الأخرى فتزول بغسلها. ويوجد نوع واحد من القذارة لا يمكن تطهيرها بالماء النقي، وهو لوثة الكراهية والتعصب التي تلوث الروح. نستطيع أن نطهر أجسامنا بالزهد والصيام، لكن الحب وحده هو الذي يطهر قلوبنا.
16. إن كل إنسان عبارة عن كتاب مفتوح، وكل واحد منا قرآن متنقل. إن البحث عن الله متأصل في قلوب الجميع، سواء أكان وليًا أم قديسا أم مومسًا. فالحب يقبع في داخل كل منا منذ اللحظة التي نولد فيها، وينتظر الفرصة التي يظهر فيها منذ تلك اللحظة. يقبع الكون داخل كل إنسان، كل شيء تراه حولك، بما في ذلك الأشياء التي لا تحبها، حتى الأشخاص الذين تحتقرهم أو تمقتهم، يقبعون في داخلك بدرجات متفاوتة. لا تبحث عن الشيطان خارج نفسك، فالشيطان ليس قوة خارقة تهاجمك من الخارج بل هو صوت عادي ينبعث من داخلك فاذا تعرفت على نفسك تمامًا وواجهت بصدق وقسوة جانبيك المظلم والمشرق، عندها تبلغ أرقى أشكال الوعي. وعندما تعرف نفسك، فإنك ستعرف الله.
17. إذا أراد المرء أن يغير الطريقة التي يعامله فيها الناس، فيجب أن يغير أولًا الطريقة التي يعامل فيها نفسه. وإذا لم يتعلم كيف يحب نفسه، حبًا كاملًا صادقًا، فلا توجد وسيلة يمكنه فيها أن يحب. لكنه عندما يبلغ تلك المرحلة، سيشكر كل شوكة يلقيها عليه الآخرون. فهذا يدل على أن الورود ستنهمر عليه قريبًا.
18. إن الماضي دوامة، إذا تركته يسيطر على لحظتك الحالية فإنه سيمتصك ويجرفك. ما الزمن إلا وهم فحسب، وكل ما تحتاج إليه هو أن تعيش هذه اللحظة بالذات. هذا كل ما يهم.
19. لا تهتم إلى أين سيقودك الطريق، بل ركز على الخطوة الأولى. فهي أصعب خطوة، يجب أن تتحمل مسؤوليتها. وما أن تتخذ تلك الخطوة، دع كل شيء يجري بشكل طبيعي وسيأتي ما تبقى من تلقاء نفسه. لا تسر مع التيار، بل كن أنت التيار.
20. لقد خلقنا جميعًا على صورة الله، ومع ذلك فإننا جميعا مخلوقات مختلفة ومميزة. لا يوجد شخصان متشابهان، ولا يخفق قلبان لهما الإيقاع ذاته. ولو أراد الله أن نكون متشابهين لخلقنا متشابهين. لذلك، فإن عدم احترام الاختلافات وفرض أفكارك على الآخرين يعني عدم احترام النظام المقدس الذي أرساه الله.
21. لا يصبح المرء مؤمنًا بين ليلة وضحاها. إذ يخيل للمرء أنه مؤمن، ثم يحدث شيء في حياته فيصبح ملحدًا. ثم يعود ويؤمن ثانية، ثم يصبح متشككًا وهكذا دواليك، حتى يبلغ مرحلة معينة. إننا نتردد باستمرار. هذه هي الطريقة الوحيدة التي تجعلنا نمضي إلى الأمام. ومع كل خطوة جديدة، نزداد قربًا من الحقيقة.
22. عندما يدخل عاشق حقيقي لله إلى حانة، فإنها تصبح غرفة صلاته، لكن عندما يدخل شارب الخمر إلى الغرفة نفسها، فإنها تصبح خمارته. ففي كل شيء نفعله قلوبنا هي المهمة، لا مظاهرنا الخارجية.
23. ما الحياة إلا دين مؤقت وما هذا العالم إلا تقليد هزيل للحقيقة. والأطفال فقط هم الذين يخلطون بين اللعبة والشيء الحقيقي. ومع ذلك فإما أن يفتتن البشر باللعبة أو يكسروها بازدراء ويرموها جانبًا. في هذه الحياة تحاشى التطرف بجميع أنواعه لأنه سيحطم اتزانك الداخلي.
24. يتبوأ الإنسان مكانة فريدة بين خلق الله، إذ يقول: “ونفخت فيه من روحي”. خُلقنا جميعًا دون استثناء لكي نكون خلفاء الله على الأرض، فاسأل نفسك: كم مرة تصرفت كخليفة له، هذا إن فعلت ذلك؟ تذكر أنه يقع على عاتق كل منا اكتشاف الروح الإلهية في داخله حتى يعيش وفقها.
25. إن جهنم تقبع هنا والآن، وكذلك الجنة. توقفوا عن التفكير بجهنم بخوف أو الحلم بالجنة، لأنهما موجودتان في هذه اللحظة بالذات. ففي كل مرة نحب، نصعد إلى السماء. وفي كل مرة نكره أو نحسد أو نحارب أحدًا فإننا نسقط مباشرة في نار جهنم. هل يوجد جحيم أسوأ من العذاب الذي يعانيه الإنسان عندما يعرف في أعماق ضميره أنه اقترف ذنبا جسيما؟ هل توجد جنة أفضل من النعمة التي تهبط على الإنسان في تلك اللحظات النادرة من الحياة عندما تفتح فيها مزاليج الكون ويشعر أنه امتلك كل أسرار الخلود واتحد مع الله اتحادًا كاملًا؟
26. يرتبط كل شيء وكل شخص بشبكة خفية من القصص. سواء أدركنا ذلك أم لم ندركه، فإننا نشارك جميعًا في حديث صامت. لا ضرر ولا ضرار وكن رحيمًا ولا تكن نمامًا، حتى لو كانت كلماتك بريئة، لأن الكلمات التي تنبعث من أفواهنا لا تتلاشى بل تظل في الفضاء اللا نهائي إلى ما لانهاية، وستعود إلينا في الوقت المناسب. إن معاناة إنسان واحد تؤذينا جميعًا وبهجة إنسان واحد تجعلنا جميعًا نبتسم.
27. يشبه هذا العالم جبلًا مكسوًا بالثلج، يردد صدى صوتك، فكل ما تقوله سواء أكان جيدًا أم سيئًا سيعود إليك على نحو ما. لذلك إذا كان هناك شخص يتحدث بالسوء عنك، فإن التحدث بالسوء بالطريقة نفسها عنه يزيد الأمور سوءًا. وستجد نفسك حبيس حلقة مفرغة من طاقة حقودة. انطلق وفكر طوال أربعين يومًا وليلة بأشياء لطيفة عن ذلك الشخص. إن كل شيء سيصبح مختلفا في النهاية، لأنك ستصبح مختلفا في داخلك.
28. إن الماضي تفسير والمستقبل وهم. إن العالم لا يتحرك عبر الزمن وكأنه خط مستقيم، يمضي من الماضي إلى المستقبل. بل إن الزمن يتحرك من خلالنا وفي داخلنا، في لوالب لا نهاية لها. إن السرمدية لا تعني الزمن المطلق بل تعني الخلود.
29. لا يعني القدر أن حياتك محددة بقدر محتوم. لذلك فإن ترك كل شيء للقدر وعدم المشاركة في عزف موسيقى الكون دليل على جهل مطلق. إن موسيقى الكون تعم كل مكان وتتألف من أربعين مستوى مختلفًا. إن قدرك هو المستوى الذي تعزف فيه لحنك. فقد لا تغير آلتك الموسيقية بل تبدل الدرجة التي تجيد فيها العزف.
30. إن الصوفي الحق، هو الذي يتحمل بصبر، حتى لو اتهم باطلًا وتعرض للهجوم من جميع الجهات ولا يوجه كلمة نابية إلى أي من منتقديه، فهو لا ينحي باللائمة على أحد. فكيف يمكن أن يوجد خصوم أو منافسون أو حتى آخرون في حين لا توجد نفس في المقام الأول؟ كيف يمكن أن يوجد أحد يلومه في الوقت الذي لا يوجد فيه إلا واحد؟
31. إذا أردت أن تقوي إيمانك، فيجب أن تكون لينًا في داخلك. لأنه لكي يشتد إيمانك ويصبح صلبًا كالصخرة، يجب أن يكون قلبك خفيفًا كالريشة. فإذا أصبنا بمرض أو وقعت لنا حادثة أو تعرضنا لخسارة أو أصابنا خوف بطريقة أو بأخرى، فإننا نواجه جميعًا الحوادث التي تعلمنا كيف نصبح أقل أنانية وأكثر حكمة وأكثر عطفا وأكثر كرمًا. إن الوسيلة التي تمكنك من الاقتراب من الحقيقة أكثر تكمن في أن يتسع قلبك لاستيعاب البشرية كلها وأن يظل فيه متسع لمزيد من الحب.
32. يجب ألا يحول شيء بينك وبين الله، لا أئمة ولا قساوسة ولا أحبار ولا أي وصي آخر على الزعامة الأخلاقية أو الدينية، ولا السادة الروحيون، ولا حتى إيمانك. آمن بقيمك ومبادئك لكن لا تفرضها على الآخرين، وإذا كنت تحطم قلوب الآخرين فمهما كانت العقيدة التي تعتنقها فهي ليست عقيدة جيدة. ابتعد عن عبادة الأصنام بجميع أنواعها، لأنها تشوه رؤيتك. ليكن الله والله وحده دليلك. تعلم الحقيقة يا صديقي لكن احرص على ألا تصنع من الحقائق التي تتكون لديك أوثانًا.
33. على الرغم من أن المرء يجاهد ليحقق شيئًا ويصبح شخصًا مهمًا، فإنه سيخلف كل شيء بعد موته. إنك تهدف إلى بلوغ المرحلة العليا من العدم. عش هذه الحياة خفيفة وفارغة مثل الرقم صفر. إننا لا نختلف عن أصيص الزرع، فلست الزينة في الخارج، بل الفراغ في داخلنا هو الذي يجعلنا نقف منتصبي القامة. مثل هذا تمامًا، فالوعي بالعدم وليس ما نتطلع إلى تحقيقه، هو الذي يبقينا نواصل الحياة.
34. لا يعني الاستسلام أن يكون المرء ضعيفًا أو سلبيًا، ولا يؤدي إلى الإيمان بالقضاء والقدر أو الاستسلام، بل على العكس تمامًا. إذ تكمن القوة الحقيقية في الاستسلام والقوة المنبعثة من الداخل. فالذين يستسلمون للجوهر الإلهي في الحياة ويعيشون بطمأنينة وسلام، حتى عندما يتعرض العالم برمته إلى اضطراب تلو الاضطراب.
35. في هذا العالم، ليست الأشياء المتشابهة أو المنتظمة، بل المتناقضات الصارخة هي ما يجعلنا نتقدم خطوة إلى الأمام. ففي داخل كل منا توجد جميع المتناقضات في الكون، لذلك يجب على المؤمن أن يلتقي بالكافر القابع في داخله، وعلى الشخص الكافر أن يتعرف على المؤمن الصامت في داخله. وإلى أن نصل إلى اليوم الذي يبلغ فيه المرء مرحلة الكمال، مرحلة الإنسان المثالي، فإن الإيمان ليس إلا عملية تدريجية ويستلزم وجود نظيره الكفر.
36. لقد خلق هذا العالم على مبدأ التبادل، فكل امرئ يكافأ على كل ذرة خير يفعلها، ويعاقب على كل ذرة شر يفعلها. لا تخف من المؤامرات أو المكر أو المكائد التي يحكيها الآخرون، وتذكر أنه إذا نصب لك أحدهم شركًا فإن الله يكون قد فعل ذلك. فهو المخطط الأكبر. إذ لا تتحرك ورقة شجرة دون علمه. آمن بذلك ببساطة وبصورة تامة، فكل ما يفعله الله يفعله بشكل جميل.
37. إن الله ميقاتي دقيق، إنه دقيق إلى حد أن ترتيبه وتنظيمه يجعلان كل شيء على وجه الأرض يحدث في حينه، لا قبل دقيقة ولا بعد دقيقة. والساعة تمشي بدقة شديدة بالنسبة للجميع بلا استثناء، فلكل شخص وقت للحب ووقت للموت.
38. ليس من المتأخر مطلقًا أن تسأل نفسك، هل أنا مستعد لتغيير الحياة التي أحياها؟ هل أنا مستعد لتغيير نفسي من الداخل؟ وحتى ولو كان قد تبقى من حياتك يوم واحد يشبه اليوم الذي سبقه، ففي كل لحظة ومع كل نفس جديد، يجب على المرء أن يتجدد ويتجدد ثانية. ولا توجد إلا وسيلة واحدة حتى يولد المرء في حياة جديدة وهي أن يموت قبل الموت.
39. مع أن الأجزاء تتغير، فإن الكل يظل ذاته، لأنه عندما يغادر لص هذا العالم، يولد لص جديد، وعندما يموت شخص شريف، يحل مكانه شريف آخر. وبهذه الطريقة لا يبقى شيء دون تغيير، بل لا يتغير شيء أبدًا أيضا! إن ديننا هو دين العشق وجميع البشر مرتبطون بسلسلة من القلوب، فإذا انفصلت حلقة منها حلت محلها حلقة أخرى في مكان آخر.
40. لا قيمة للحياة من دون عشق. لا تسأل نفسك ما نوع العشق الذي تريده، روحي أم مادي، إلهي أم دنيوي، غربي أم شرقي .. فالانقسامات لا تؤدي إلا إلى مزيد من الانقسامات. ليس للعشق تسميات ولا علامات ولا تعاريف. إنه كما هو نقي وبسيط. العشق ماء الحياة، والعشيق هو روح من نار !يصبح الكون مختلفًا عندما تعشق النار الماء.